# Bran Błogosławiony

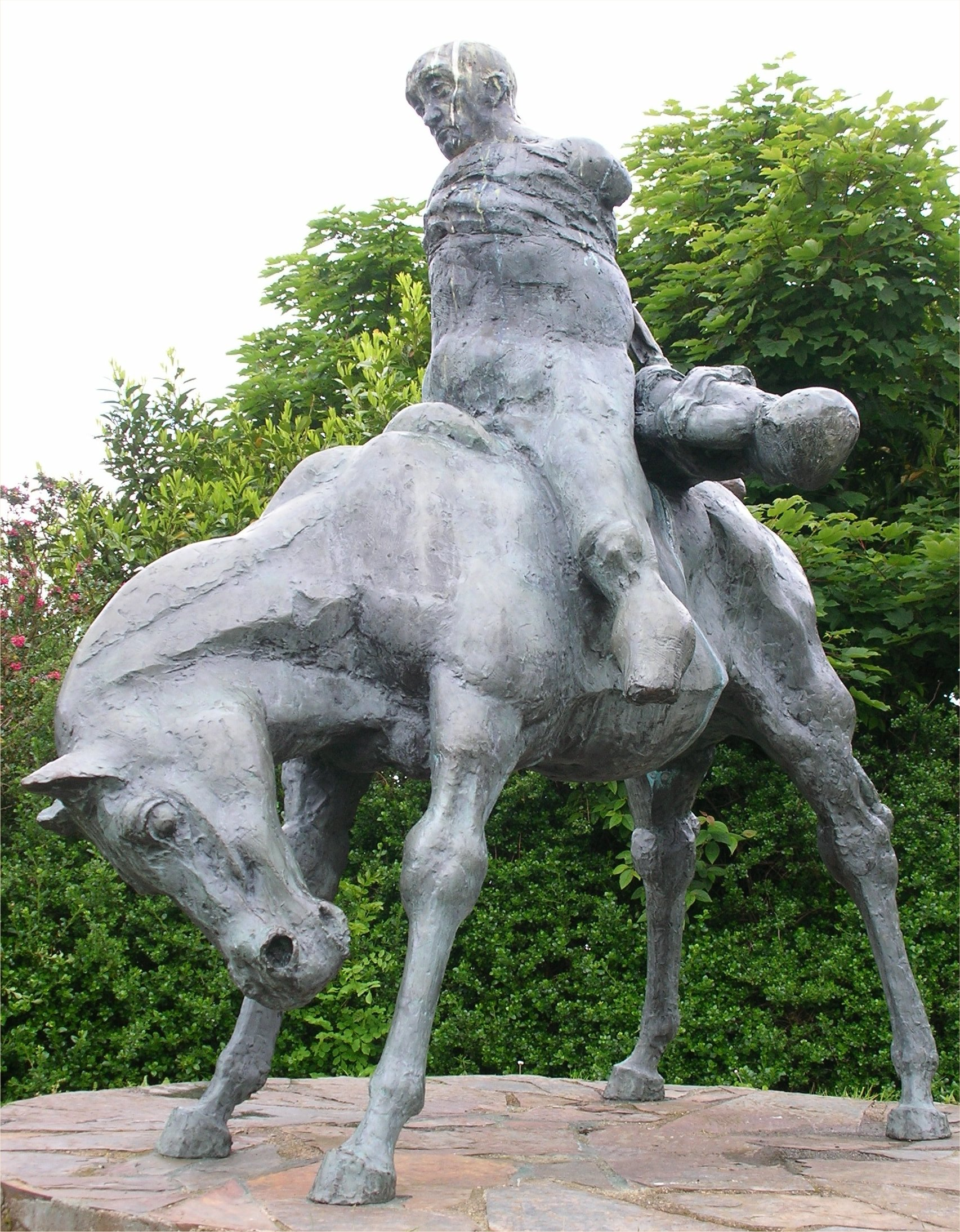
"Posąg dwóch króli"- rzeźba wykonana przez Ivora Robertsa-Jonesa obok zamku Harlech w północno-zachodniej Walii. Przedstawia Bendigeidfrana niosącego ciało swojego siostrzeńca Gwerna

Bran Błogosławiony – postać z mitologii celtyckiej, olbrzym, syn boga Llyra, w walijskiej mitologii określany również przydomkiem Bendigeidfran, jest jak się wydaje bogiem związanym z zaświatami. Jest jednym z bohaterów tzw. "drugiej gałęzi" Mabinogion: opowieści pt. Branwen, córka Llyra.
Pojawia się także jako król brytański uwikłany w sprawę ludzi. Zezwolił swojej siostrze Branwen na ślub z królem irlandzkim Matholwchem, na co z kolei nie zgadzał się jej przyrodni brat Efnisien. Efnisien poczuł się zlekceważony i w czasie wesela, które odbywało się w Walii, obciął koniom Matholwcha chrapy, uszy i ogony. Omal nie doprowadziło to do wojny między Irlandczykami a mieszkańcami Brytanii. Bran zdołał jednak zapobiec wojnie, darowując Matholwchowi czarodziejski kocioł. To pochodzące z zaświatów naczynie miało moc przywracania ludzi do życia, chociaż nie mogli już wtedy mówić.
Po powrocie do Irlandii Matholwch nie zdołał przekonać swoich wojowników, że dar Brana stanowi odpowiednią rekompensatę za szkodę wyrządzoną koniom. Branwen przestała więc być irlandzką królową i zmuszono ją do pracy w kuchni pałacowej, mimo że wcześniej urodziła Matholwchowi syna i dziedzica tronu, Gwerna. Gdy Bran dowiedział się, jak potraktowano jego siostrę, zebrał potężną armię i popłynął do Irlandii. W bitwie, do której następnie doszło, Brytowie zabili wszystkich Irlandczyków, chociaż z ich własnej armii ocalało tylko siedmiu ludzi. Poległ też Bran, zraniony zatrutą strzałą. Na łożu śmierci nakazał swoim towarzyszom, aby odcięli jego głowę, która w drodze powrotnej do Brytanii była w stanie jeść i rozmawiać. 
Celtowie wierzyli, że głowa jest siedliskiem duszy, czym można po części tłumaczyć ich znaną praktykę odcinania głów przyjaciołom.
Późniejszy dodatek do mitu stwierdza, że głowę Brana przewieziono do Londynu, gdzie pochowano ją z twarzą skierowaną ku Europie, co miało powstrzymać obce inwazje. Powiadano również, ze magiczną moc tej głowy wykorzystał król Artur.